# Instinct (album d'As Blood Runs Black)
 (juillet 2018).
Si vous disposez d'ouvrages ou d'articles de référence ou si vous connaissez des sites web de qualité traitant du thème abordé ici, merci de compléter l'article en donnant les références utiles à sa vérifiabilité et en les liant à la section « Notes et références ».
Pour les articles homonymes, voir Instinct (homonymie).
Albums de As Blood Runs Black
Pre Production Demo
Instinct est le deuxième album studio du groupe de Deathcore Américain As Blood Runs Black. Cet album est sorti le 15 mars 2011 sous le label indépendant américain Mediaskare.
Après 5 longues années (et surtout énormément de changement de line-up[Quoi ?]) le groupe revient avec un album rentre dedans dont tout fan de deathcore apprécient grandement. Chez certains fans on ressent une certaine frustration que la production de l'album soit beaucoup moins puissante que sur le cd précédent

## Musiciens
- Sonik Garcia - chant
- Greg Kirkpatick - guitare
- Dan Sugarman - guitare
- Nick Stewart - basse
- Hector De Santiago (Lech) - batterie

## Listes des Titres
1. Triumph - 0:40
2. Legacy - 3:34
3. Resist - 3:00
4. Angel City Gamble - 3:36
5. Reborn - 3:11
6. Tribulations - 1:47
7. Divided - 3:02
8. King of Thieves - 3:34
9. In Honor - 3:05
10. Echos of an Era - 4:02
11. Instinct - 3:48